# Gérard Farison
Gérard Farison (15. března 1944, Terrenoire - 8. září 2021 Saint-Raphaël) byl francouzský fotbalista, obránce. Po skončení aktivní kariéry působil jako hrající trenér ÉS Fréjus.

## Fotbalová kariéra
Hrál za  AS Saint-Étienne, nastoupil ve 330 ligových utkáních, dal 7 gólů a s týmem získal pět mistrovských titulů a pět vítězství v poháru. V Poháru mistrů evropských zemí nastoupil ve 22 utkáních, v Poháru vítězů pohárů nastoupil ve 2 utkáních a v Poháru UEFA nastoupil v 9 utkáních. Za reprezentaci Francie nastoupil v roce 1976 v přátelském utkání s Polskem. 

## Ligová bilance
| Ročník            | Zápasy | Góly | Klub             |
| ----------------- | ------ | ---- | ---------------- |
| Ligue 1 1967/1968 | 2      | 0    | AS Saint-Étienne |
| Ligue 1 1969/1970 | 10     | 0    | AS Saint-Étienne |
| Ligue 1 1970/1971 | 35     | 0    | AS Saint-Étienne |
| Ligue 1 1971/1972 | 27     | 0    | AS Saint-Étienne |
| Ligue 1 1972/1973 | 32     | 1    | AS Saint-Étienne |
| Ligue 1 1973/1974 | 34     | 4    | AS Saint-Étienne |
| Ligue 1 1974/1975 | 26     | 0    | AS Saint-Étienne |
| Ligue 1 1975/1976 | 28     | 0    | AS Saint-Étienne |
| Ligue 1 1976/1977 | 36     | 2    | AS Saint-Étienne |
| Ligue 1 1977/1978 | 36     | 0    | AS Saint-Étienne |
| Ligue 1 1978/1979 | 34     | 0    | AS Saint-Étienne |
| Ligue 1 1979/1980 | 30     | 0    | AS Saint-Étienne |
| CELKEM Ligue 1    | 292    | 24   |                  |